# تل قلعه ده شیخ
تل قلعه ده شیخ مربوط به سده‌های متاخر دوران‌های تاریخی پس از اسلام است و در شهرستان شیراز، بخش ارژن، دهستان قره چمن، کیلومتری ۱ جاده شیراز به روستای ده شیخ، سمت راست جاده واقع شده و این اثر در تاریخ ۲۳ بهمن ۱۳۸۵ با شمارهٔ ثبت ۱۷۲۵۳ به‌عنوان یکی از آثار ملی ایران به ثبت رسیده است.